# Girardot
Girardot är en kommun och stad i Colombia.   Den ligger i departementet Cundinamarca, i den centrala delen av landet, 90 km väster om huvudstaden Bogotá. Antalet invånare i kommunen är 97 834. 
Centralorten hade 96 803 invånare år 2008.
Omgivningarna runt Girardot är en mosaik av jordbruksmark och naturlig växtlighet.